# Solanum lacunarium
Solanum lacunarium är en potatisväxtart som beskrevs av Ferdinand von Mueller. Solanum lacunarium ingår i släktet skattor som ingår i familjen potatisväxter. Inga underarter finns listade i Catalogue of Life.